# عامل تبديل الجودة
 عامل تبديل الجودة (بالإنجليزية: Q-switching)‏ يُعرف أحيانًا بمولد النبضة العملاقة أو Q-spoiling، هو تقنية يمكن بواسطتها إنتاج حزمة خرج ليزرية متقطعة (نبضي). تسمح هذه التقنية بإنتاج نبضات ضوئية ذات استطاعة عالية (gigawatt)، أعلى بكثير مما يمكن أن ينتجه نفس الليزر إذا كان يعمل في وضع الموجة المستمرة (خرج مستمر). بالمقارنة مع قفل الأنماط [الإنجليزية]، وهي تقنية أخرى لتوليد ليزر متقطع (نبضي)، يؤدي تبديل الجودة إلى معدلات تكرار للنبضات أقل بكثير، ونبضات بطاقة أعلى بكثير، وزمن نبضة أطول بكثير. في بعض الأحيان تُطَبَّق التقنيتن معاً.
أُقْتُرِحَ تبديل الجودة في عام 1958 من قبل جوردون جولد،  وأُكْتُشِفَ ووُضِّحَ بشكل مستقل في عام 1961 أو 1962 من قبل R.W. Hellwarth و F.J. McClung بالأعتماد على ظاهرة كير بتأثير الحقل الكهربائي على أستقطابية الضوء في الليزر الياقوتي. 

## تبديل الجودة الميكانيكي
إحدى طرق تبديل الجودة الفعال، حيث نقوم بوضع حاجز بطريقة ما ضمن المجاوبة لمنع فوتونات الإصدار التلقائي التي تصدر عن الوسط الفعال من العودة له وبالتالي تكديس الألكترونات بالسوية شبه المستقرة (أي يصل (الإسكان المعكوس إلى قيمة عظمى)، وعند إزالة الحاجز تعود الفوتونات إلى الوسط الفعال ويحصل إصدار محثوث وتصدر نبضة ذات طاقة عالية.

### طرق تبديل الجودة الميكانيكي
- التحكم برصف إحدى مرآتي المجاوبة.
  - المرآة الدوارة، تكون المجاوبة مكونة من مرآتين متوازنتين فنضع إحداها على محرك ونجعلها تدور فعند توازي المرآتين يصدر الليزر (حالة فتح)، وعند عدم توازيهم (حالة إغلاق).
  - بلورة بيزو، نضع إحدى المرآتين على بلورة بيزو (وهي بلورة ضغط كهربائية)، عند أعطائها إشارة كهربائية تتمدد وتضغط على المرآة فتؤدي إلى ميلانها وتصبح غير متوازنة (حالة إغلاق) ثم نوقف الإشارة فتعود المرآة لحالتها الأساسية (حالة فتح).
- وجود حاجز ضمن المجاوبة.
  - تُوضَع مروحة أو قرص يحوي عدة ثقوب ضمن المجاوبة ونُدِيرُها بسرعة معينة عن طريق محرك بحيث تكون المسافة بين شفرات المروحة أو بين الثقوب في القرص من مرتبة عمر السوية شبه المستقرة، فعندما تمر الفوتونات في الفراغ بين الشفرات أو عبر الثقوب (حالة فتح)، أما إذا صادفت إحدى الشفرات أو المسافة بين الثقوب (حالة إغلاق).

## اقرأ أيضا
- الليزر المحمول
- ليزر نبضي
- مجاوبة
- الضخ الضوئي
- ليزر الالكترون الحر
- إزالة الشعر بالليزر
- ليزر بالفمتو ثانية